# Asnois (Vienne)
Asnois ist ein westfranzösischer Ort und eine Gemeinde (commune) mit 132 Einwohnern (Stand 1. Januar 2022) im Département Vienne in der Region Nouvelle-Aquitaine (vor 2016 Poitou-Charentes). Die Gemeinde gehört zum Arrondissement Montmorillon und zum Kanton Civray (bis 2015 Charroux). Die Einwohner werden Asnoisiens genannt.

## Lage
Asnois liegt etwa 50 Kilometer südsüdöstlich von Poitiers am Charente. Umgeben wird Asnois von den Nachbargemeinden Charroux im Norden, Pleuville im Osten, Chatain im Süden und Südosten, Surin im Süden und Südwesten sowie Genouillé im Westen.

## Bevölkerungsentwicklung
| Jahr                       | 1962 | 1968 | 1975 | 1982 | 1990 | 1999 | 2006 | 2018 |
| Einwohner                  | 338  | 313  | 229  | 214  | 183  | 151  | 149  | 163  |
| Quellen: Cassini und INSEE |      |      |      |      |      |      |      |      |

## Sehenswürdigkeiten
- Kirche St-Hilaire aus dem 15./16. Jahrhundert

Siehe auch: Liste der Monuments historiques in Asnois (Vienne)